# Josef Ignác Kerner
Josef Ignác Kerner, celý jménem Josef Ignác Libomír Kerner (24. dubna 1777, Nový Bydžov – 13. března 1845, Lužec nad Cidlinou), byl český římskokatolický kněz a náboženský spisovatel.
Působil jako farář v Kratonohách a později v Lužci nad Cidlinou, kde také zemřel. Kolem roku 1821 zaznamenal v Chlumci nad Cidlinou vyprávění žijících pamětníků o selském povstání, k němuž došlo v roce 1775 ve východních Čechách; jeho zápisky se staly hlavním historickým pramenem o této události, i když vzhledem k časovému odstupu obsahují řadu nepřesností.

## Dílo
- Elegie na chlumu Mlikosrbském, kde w Pánu odpočjwá panj Krystýna, rozená kněžna z Lichtensstaiů, owdowělá hraběnka Kinská, Josef Jan Vetterle z Wildenbrunnu, Praha 1821
- Křesťanské katolické Včenj o Cýrkewnjch odpustcých, Jan Hostivít Pospíšil, Hradec Králové 1822
- Pád Prwnjho Člowěka w Rági – Rozgjmánj křesťana nábožného, mimo začátky ke čtyrem Ewangelijm na čas adwentnj a k pátému na den Božjho narozenj, Jan Hostivít Pospíšil, Hradec Králové 1822
- Cwičenj pro Ženichy a Newěsty, s přjdawkem utěchy pro rodiče, gimž djtky brzo umjragj, Jan Hostivít Pospíšil, Hradec Králové 1825
- Kniha ručnj u nawsstěwowánj a zaopatřowánj nemocných, Václav Špinka, Praha 1841